# NGC 6044
NGC 6044 (другие обозначения — IC 1172, MCG 3-41-84, ZWG 108.110, DRCG 34-93, PGC 57015) — линзообразная галактика (S0) в созвездии Геркулес.
Этот объект входит в число перечисленных в оригинальной редакции «Нового общего каталога».